# فيل هيندري
فيل هيندري (بالإنجليزية: Phil Hendrie)‏ هو مقدم برامج إذاعية وممثل أمريكي، ولد في 1 سبتمبر 1952 في أركاديا في الولايات المتحدة.

## أعمال

### أفلام
- (2004) الشرطة العالمية[4]
- (2008) سيمي برو
- (2012) هذا هو سن الأربعين[5]

### مسلسلات
- الفتاة الجديدة
- ريك ومورتي
- فيوتشوراما
- مودرن فاميلي

## وصلات خارجية
- الموقع الرسمي
- فيل هيندري على موقع IMDb (الإنجليزية)
- فيل هيندري على موقع ألو سيني (الفرنسية)
- فيل هيندري على موقع أول موفي (الإنجليزية)
- فيل هيندري على موقع قاعدة بيانات الفيلم (الإنجليزية)
- فيل هيندري على موقع كينوبويسك (الروسية)